# Orosz biliárd
Az orosz biliárd a pyramidjáték család egyik markáns tagja (talán a legvirtuózabb), azaz a zsebes biliárdjáték csoporthoz tartozik.

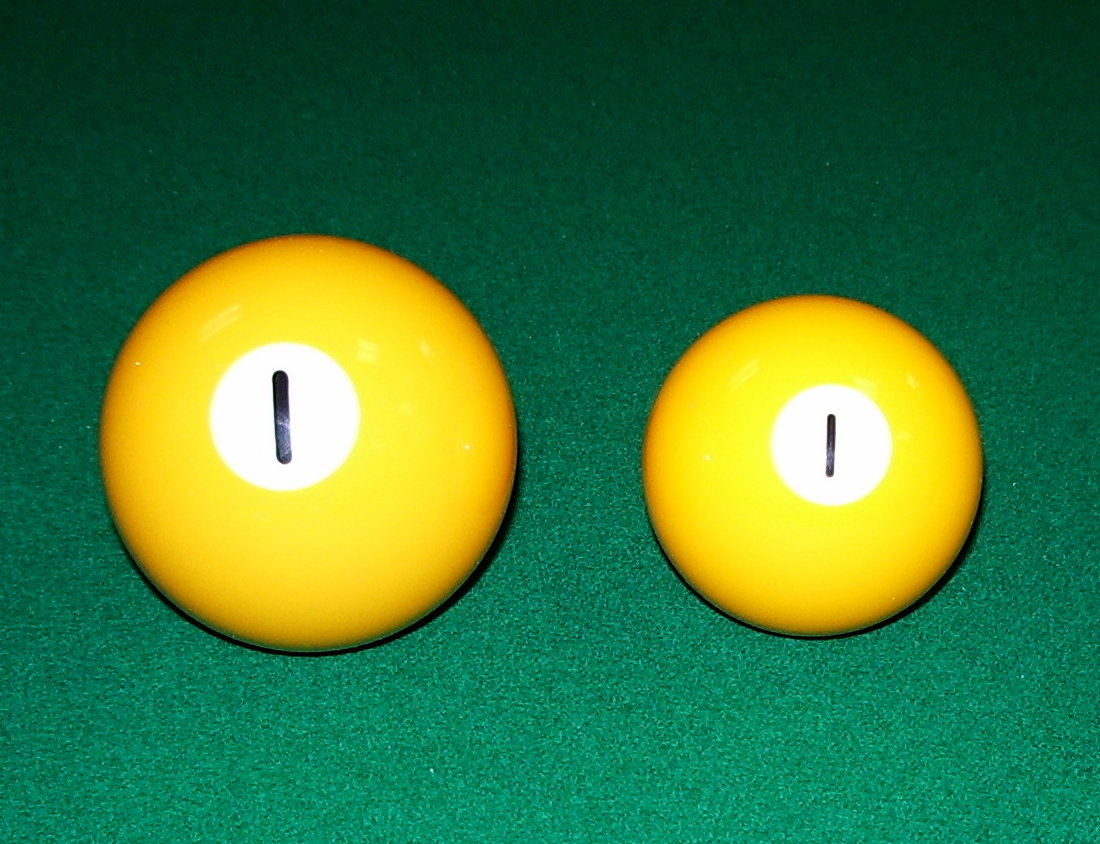
Orosz és pool golyó (68 mm, 57 mm)

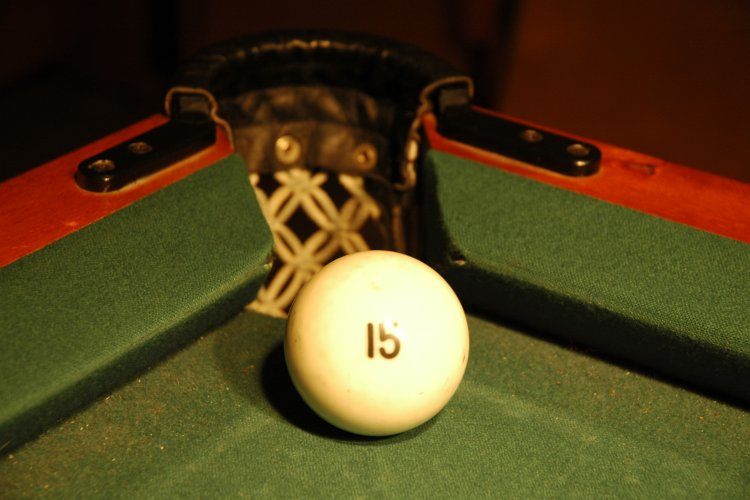
Lyuk és golyó

## Jellemzői
Az orosz biliárdot speciális asztalon játsszák, a poolhoz viszonyítva kisebb átmérőjű lyukakkal és nagyobb golyókkal, így a golyó és a lyuk méretének aránya lényegesen kedvezőtlenebb. Eredendően négy típusa van: szabad, kombinált, dinamikus, klasszikus. Az orosz biliárd talán leglényegibb különlegessége (a klasszikus típus kivételével), hogy a lökő golyó lyukba küldésével is pontot lehet szerezni.

## Orosz biliárd pool asztalon
Jelen szabály – az orosz biliárd játék "stílusát, hangulatát" talán leginkább képviselő – dinamikus játéktípus pool asztalra adaptálása, külön választva az érmés és a nem érmés asztalokon való játékot.

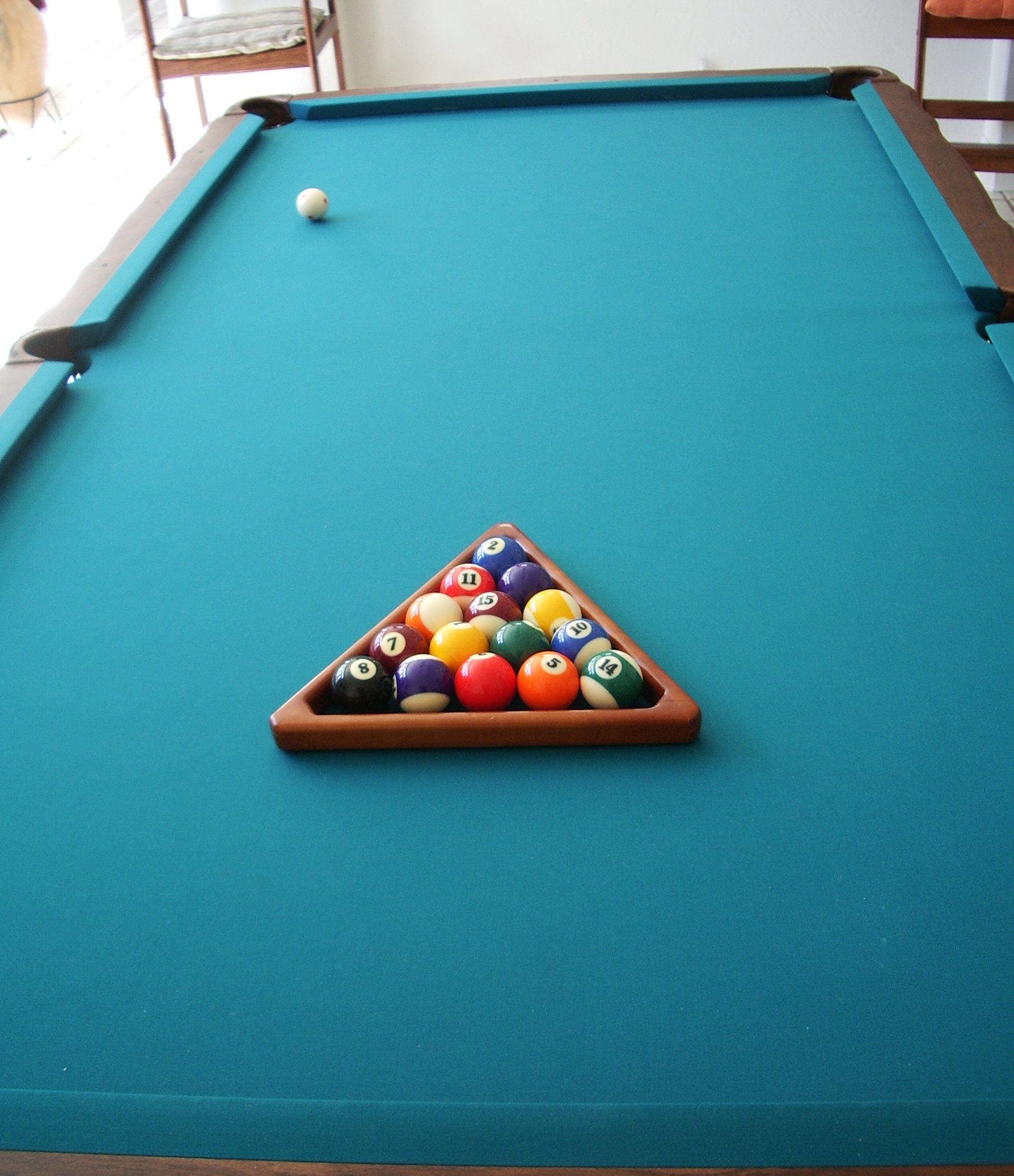
Pool asztalon is lehet…

### I. Nem érmés asztalon

#### Alapfogalmak és a játék célja
A játék a legelterjedtebb pool típusú biliárdasztalokon játszható, a golyó készlet is a szokványos 1-15 számozott színes golyók (célgolyók) és a lökő golyó szerepét betöltő fehér golyó, tehát az összesen 16 golyós pool golyókészlet.
Az asztal jelölései, illetve az elnevezések a következők:
- homlokpont: az asztal hossztengelyének egyik negyedelő pontja;
- homlokvonal: a rövidebbik oldalfalakkal párhuzamos, homlokponton áthaladó egyenes vonal (hosszúfaltól hosszúfalig), mely leválasztja a játéktér 1/4-ét. Ezt a területet nevezik homlokmezőnek (maga a homlokvonal nem tartozik hozzá);
- homlokfal: a homlokvonal oldalán lévő rövidebbik fal;
- középpont: a játéktér középpontja;
- középvonal: a rövidebbik oldalfalakkal párhuzamos, a középponton áthaladó egyenes vonal (hosszúfaltól hosszúfalig), mely két egyenlő részre osztja az asztalt;
- tőpont: a homlokpont tükörképe a középpontra;
- tőfal: a homlokfallal párhuzamos (rövid) oldalfal;
- hosszvonal: a tőpontból induló, a hozzá közelebbi rövid fal középpontjáig tartó szakasz.

A játékot két játékos vagy két kéttagú csapat játszhatja (a csapat tagjai váltva löknek). A játék célja, hogy a leírt szabályok szerint golyókat juttassunk az asztal sarkaiban és hosszabbik oldalai közepén lévő 6 db lyukba. Illetve, ha átadni kényszerülünk az ellenfélnek a lökés jogát, akkor olyan helyzetet hagyjunk melyet nehéz megoldani (biztonsági lökés).
A golyók lyukba küldésének alapja az, hogy a fehér golyót dákóval meglökjük (csak a fehér golyót érintheti a dákó és azt is csak a keskenyebbik végén lévő bőrrel – kézzel, vagy más eszközzel tilos az asztalon lévő golyókhoz nyúlni), a fehér golyó pedig – direktben vagy valamelyik fal közvetítésével – ütközik egy (vagy több) színes golyóval.
A játékosok az általuk szabályosan belökött, vagy az ellenfél hibája révén megszerzett golyókat külön gyűjtik. Amelyik fél előbb összegyűjt 8 golyót, az nyeri meg a játékot.

#### A golyók alaphelyzete
A golyók felrakásakor háromszöget kell használni, mely szimmetria tengelye legyen az asztal szimmetria tengelyén, és a háromszög csúcsán lévő golyónak a tőponton kell elhelyezkednie. A többi golyót mögötte kell elhelyezni oly módon, hogy a golyók összetapadjanak, azaz minden golyó érintse a szomszédos golyókat.

#### A játék kezdése – kezdőlökés
A játékosok megegyeznek, illetve eldöntik, hogy kié a kezdő lökés (például sorsolással, vagy "tempólökéssel").
Tempó lökés alkalmazása esetén a két játékos a homlokmezőre helyezi az ezt megelőzően kiválasztott egy-egy színes golyót, de az egyik balra, a másik jobbra az asztal hossztengelyétől. Adott jelre meglökik azokat a tőfal felé, úgy, hogy arról visszapattanva visszainduljon a homlokfal felé (ezt követően már csak a homlokfalat érintheti a golyó, és nem mehet át az asztal hossztengelyé). Az a játékos nyeri a tempólökést, akinek a saját golyója közelebb áll meg a homlokfalhoz. A tempólökés győztese dönthet, hogy ő kezdi a játékot vagy átengedi ellenfelének.
A kezdő játékos a homlokmező tetszőleges pontjára (tehát a homlokvonal mögé) helyezi a fehér golyót és meglöki azt. A kezdőlökésnél a játék akkor tekinthető elkezdettnek, amikor a dákóbőr megüti a fehér golyót.
A kezdőlökés helyes, ha az érvényes lökés 1-6. feltételének (lásd alább) teljesülésén túlmenően (ez esetben a lökő golyó megfogható a kívánt helyre igazítás végett) a lökő golyó érint egy célgolyót, majd
- legalább egy golyó lyukba esik (a lökő golyó is lehet), vagy
- valamelyik golyó a falat érinti.

Ellenkező esetben a kezdőlökés hibás.
Hibás kezdőlökés esetén 1 golyó jár az ellenfélnek (lásd a pontozást), és az ellenfél a következő esetek közül választhat:
- folytatja a keletkezett állást, vagy
- kötelezi a hibázót a folytatásra, vagy
- új állítást kér és ő kezd, vagy
- új állítás kér és a hibázó kezd.

A további játszmákban a felek váltva kezdenek.

#### A lökés érvényessége
A kezdőlökést követően egy lökés akkor tekinthető érvényesnek, ha az alábbi feltételek teljesülnek:
1. a lökő játékos legalább egyik lábának érinteni kell a padlót, és egyik cipője sem érintheti a posztót;
2. játék alatt kézzel és (a dákón kívül) más eszközzel tilos az asztalon lévő golyókhoz érni (kivétel, ha valamelyik golyó kiugrik az asztalról, illetve a kézből lökés);
3. a dákó is csak a lökő golyót érintheti (a többi golyót nem), de a lökő golyót is csak a keskenyebbik végén lévő bőrrel (más felülete nem érhet a lökő golyóhoz sem);
4. egy lökés alkalmával a dákó csak egyszer érintheti a lökő golyót, illetve nem megengedett a golyó tolása;
5. lökni csak akkor lehet, ha már minden golyó mozdulatlan;
6. a golyók nem ugorhatnak ki a játéktérről;
7. ha a lökő golyó másik golyóhoz tapad, vagy nagyon kicsi a távolság (elkerülhetetlen a bőr kétszeri érintése), akkor a lökés irányának és a golyók vonalának szöge legalább 45 fokot kell, hogy legyen (a szög csúcs a lökő golyó középpontja) vagy elegendő, ha a lökő golyó nem mozdul el az érintkezés után;
8. A lökő golyónak érintenie kell (direkt vagy falról) egy színes golyót.

Hiba történik egy lökés révén, ha a fentiek szerint a lökés nem érvényes.

#### Lökés "golyó kézből" pozícióból – "kézből lökés"
Ha valamely játékos – ellenfele hibájából jogot szerzett a "golyó kézben" állásra, akkor saját golyóját a játéktér tetszőleges pontjára helyezheti (golyóhoz nem érhet) és onnan lökhet.
"Kézből lökés" esetén csak valamely célgolyó/k zsebbe küldésével lehet pontot szerezni. Ha a lökő golyó ilyenkor mégis beesek, ez nem számít hibának – azaz büntetés nincs, de az ellenfél következik "kézből" (ez esetben rá ugyan ez vonatkozik).
A kezdő lökés nem számít "kézből lökésnek".

#### A játék menete
Egy játékos a lökésjog megszerzésétől mindaddig játékban marad, amíg szabályosan golyót tud zsebbe küldeni, vagy meg nem nyeri a játszmát. Egy lökésnek akkor van vége, ha megálltak a golyók, és csak ekkor jöhet a következő lökés. Egy hibás lökés (az érvényes lökés valamely feltételét nem teljesítő lökések – lásd előbb) következtében az ellenfél 1 golyót kap (választhat az asztalról) és övé a következő lökés joga.
A hibás lökés következtében zsebbe került golyókat vissza kel tenni az asztalra (lásd lejjebb). Ha a hiba egy lökés után, de a következő lökés előtt történik, akkor a belökött golyók járnak az adott játékosnak, de az ellenfélnek is jár 1 golyó, és a folytatás joga. Ha a hiba a játszma befejező lökését követően történik, akkor nincs büntetés.
Ha a lökésjog átszállt a másik játékosra, akkor ő is a (fehér) lökő golyót – ott ahol áll, illetve adott esetben kézből – meglökve célba veszi (direktben vagy fal/falak közvetítésével) a színes golyók valamelyikét.
Nem "kézből" lökés esetén (lásd előbb) a lökő golyó zsebbe küldésével is lehet golyót szerezni, ez esetben a lökő játékos levehet az asztalról egy tetszőleges színes golyót (saját magának – lásd a pontozást) és a lökő golyóval "kézből" lökhet.
Megjegyzések:
- A lyukból a játékfelületre visszapattanó golyó nem számít belököttnek, és játékban marad.
- Ha a lyuk szélén inog a golyó, de végül beleesik, akkor beesettnek számít.
- Ha egy golyó a lyuk szélére kerül, de meg áll és nem esik be, akkor ha később "magától" beesik, úgy visszateszik oda, ahol volt. Ha ez a beesés befolyásolta a megkezdett lökés kimenetelét akkor minden golyót vissza kell állítani eredeti helyére.
- Ha a fehér golyó az asztalon marad, akkor onnan kell lökni ahol megállt.

#### Golyók kiugrása
Egy golyó akkor tekinthető kiugrottnak, ha nem a játékfelületen állt meg. Így nem tekinthető kiugrottnak, ami a peremre pattan, de magától visszaesik a játéktérre és nem érintkezett az asztalon kívül más objektummal. Más objektummal találkozik, akkor kiugrott golyónak számít.
Ha bármely golyó kiugrik, az adott lökés hibás, 1 golyó jár ez okból az ellenfélnek, és a folytatás joga. A kiugrott golyókat – a következő lökés előtt – vissza kel tenni a játékmezőre (lásd lent).

#### Golyók visszarakása
A kiugrott vagy hibás lökés eredményeként zsebbe küldött golyókat sorra egymás után, egyesével vissza kell tenni a játékmezőre. Elsősorban a tőpontra vagy, ha oda nem lehet, akkor a hosszvonal tőponthoz legközelebbi szabad pontjára (másik golyóhoz nem érhet). A lökő golyó marad ahol megállt. Ha az ugrott ki, vagy esett be, akkor kézből jön az ellenfél, illetve a lökő játékos a korábban leírtak szerint.

#### Pontozás
A játékosok kétféleképpen juthatnak az asztalról golyóhoz, melyeket külön gyűjtenek (mint a kártyában az ütéseket):
- a hibátlan lökés révén minden zsebbe küldött golyót a lökő játékos kap meg, illetve a lökő golyó szabályos zsebbe küldése esetén egy tetszőleges színes golyót vehet le (és tehet el) az asztalról – a lökő golyóval pedig kézből jöhet;
- minden hibás lökés után az ellenfél kap egy általa kiválasztott golyót az asztalról (választani az esetleges visszarakandó golyók asztalra helyezése után kell).
- Ha egy lökésben több hiba van, akkor is csak egy golyó jár az ellenfélnek.

Amelyik fél előbb szerez meg 8 golyót, az nyeri meg a játékot.

### II. Érmés asztalon
Érmés asztal esetén nem "gyűjtik" a golyókat (mivel nem lehet kivenni a beesetteket), hanem írják a pontokat (például papíron). Minden hibátlan lökéssel lyukba küldött golyó után 1 pont jár a lökő játékosnak. Illetve a hibás lökés esetén az 1 "büntetőponton" túl minden lyukba esett golyó után az ellenfél kap 1-1 pontot. Amelyik fél előbb éri el a 8 pontot az a győztes.
Természetesen nem érmés asztal esetén is lehet golyógyűjtögetés helyett, pontokat írni, de ott a leírt esetekben a golyókat vissza kell rakni a játékmezőre.

## Külső hivatkozások
- https://web.archive.org/web/20080704015237/http://www.rusbilliard.ru/
- http://www.billiardsport.ru/ru/misc/rules/piramida%5B%5D
- https://www.youtube.com/watch?v=nKq5VE8oKwM
- http://uk.youtube.com/watch?v=GsC9_zaRkns&feature=related